# Unproduktive Arbeit
Unproduktive Arbeit (oder nicht-produktive Arbeit) ist ein aus der klassischen Nationalökonomie stammender umstrittener Begriff und ein politisches Schlagwort, unter dem die geringfügige oder fehlende Produktivität einer Arbeit verstanden wird.

## Allgemeines
„Unproduktive Arbeit“ setzt sich aus den Bestandteilen „unproduktiv“ und „Arbeit“ zusammen. Unproduktiv bedeutet, dass eine bestimmte Arbeit keine oder eine zu geringe Arbeitsproduktivität aufweist. „Unproduktive Arbeit“ ist ein geschichtsbelasteter Begriff, dessen früherer Begriffsinhalt sich heute verändert hat. Die Kontroverse um produktive und unproduktive Arbeit ist als „Produktivitätsstreit“ in die Geschichte der ökonomischen Theorie eingegangen. Dabei ging es um die Streitfrage, ob Bauern die eigentlich Produktiven seien (so argumentierten die Physiokraten) oder Industrielle (so argumentierte Adam Smith), Unternehmer oder Arbeiter (so Karl Marx); der Streit wurde um 1900 ergebnislos abgebrochen. Arbeit müsse die Eigenschaften der Materie (Agrarrohstoffe, Grundstoffe, Rohstoffe) derart verändern, dass ihr ein höherer Nutzen zukomme, um als produktive Arbeit eingestuft zu werden. Später (1960) ist die Debatte durch die Theorie von Piero Sraffa neu belebt und vertieft worden (siehe Kapitel „Unproduktive Arbeit in Sraffas Reproduktionsanalyse“).

## Allgemeiner Sprachgebrauch
Besonders umstritten ist die Verwendung des Begriffs „unproduktive Arbeit“ in der Umgangssprache. Oft wird hier jede Art von Dienstleistung als unproduktiv angesehen, weil sie keine materiellen Güter hervorbringe. Dieser Streit, ob Dienstleistungsarbeit eine produktive oder unproduktive Arbeit sei, lässt sich auf Karl Marx zurückführen. Doch der Ausdruck „unproduktive Arbeit“ stammt nicht von Marx, sondern ist viel älter.
Ausgehend von diesen Erkenntnissen wird heute oft in der Produktionswirtschaft die Ansicht vertreten, dass die nicht unmittelbar an der Produktion beteiligten Arbeitskräfte wie Mitarbeiter der Verwaltung (Dienstboten, Pförtner, Reinigungskräfte, Sachbearbeiter) als unproduktiv zu klassifizieren seien. Dies kann nur dann als zutreffend gelten, wenn mit „unproduktiv“ als „nicht unmittelbar an der Produktion beteiligt“ gemeint ist. Häufig wird auch die Auffassung vertreten, dass der gesamte öffentliche Dienst unproduktiv sei. Das kann zutreffen auf die Bereiche mit Bereitschaftsdienst wie Feuerwehr oder sonstige Rettungsdienste; hier steht jedoch nicht die Arbeitsproduktivität, sondern die Daseinsvorsorge und öffentliche Sicherheit im Vordergrund. In anderen Bereichen des öffentlichen Dienstes kann unter „unproduktiver Arbeit“ allenfalls das als zu gering empfundene Arbeitstempo, also die geringe Arbeitsintensität, verstanden werden.

## Physiokratie
Der Physiokrat François Quesnay veröffentlichte im Dezember 1758 sein Tableau économique (deutsch ökonomische Tabelle), in welchem er die Landwirte als produktive Klasse (französisch classe productive) ansah. Die unproduktive „sterile“ Klasse (französisch classe stérile) forme die Agrarprodukte der produktiven lediglich um (Handel, Handwerk und Gewerbe), während zwischen beiden Klassen die Grundbesitzer (französisch classe des propriétaires) stehen. Die sterile Klasse erwirbt Quesnay zufolge von der erzielten Handelsspanne (der Differenz der Verkaufspreise aus dem Handel und den Kaufpreisen der Vorleistungsgüter) Agrarprodukte für den Eigenverbrauch. Für die Physiokraten wie Quesnay galt produktive Arbeit als solche, die Reichtum in Form materieller Güter hervorbringt. Er gilt als erster Ökonom, der die „unproduktive Arbeit“ erwähnte.
Der hoch politische Kontext dieser Analyse erklärt, warum nicht gesagt wird, dass nur unter diesen französischen feudalen Bedingungen Handwerk und Manufaktur sterile Klassen sind – in England war dies anders – und dass sie, wenn sie beginnen, zunehmend für die zu fördernde Landwirtschaft Geräte und Dienstleistungen zu erstellen, zunehmend produktiv werden, weil die Einkommensverteilung sich veränderte. Mit den Sturz Turgots schwand der Einfluss der Économistes auf die französische Politik. Weitere Kreditaufnahme und die fortgesetzte Förderung der Produktion von Luxusgütern führten letztendlich zur Französischen Revolution.

## Klassische Nationalökonomie
Ihr Hauptvertreter Adam Smith unterschied im März 1776 in seinem Buch Der Wohlstand der Nationen ebenfalls zwischen „produktiver“ und „unproduktiver Arbeit“ (englisch unproductive labour). Produktive Arbeit sei Arbeit, „die dem Wert des Gegenstandes, auf den sie verwendet wird, etwas zusetzt“. Produktive Arbeit führt für ihn zu einer Wertschöpfung, unproduktive Arbeit dagegen nicht. Deshalb waren für ihn Arbeiter in einer Manufaktur produktiv, Dienstboten dagegen nicht. Unproduktive Arbeit führe zur Verschwendung und nicht zur Steigerung des Reichtums: „Wohlhabend wird also, wer viele Arbeiter beschäftigt, arm hingegen, wer sich viele Dienstboten hält“. Er räumt aber ein, dass unproduktive Arbeiten nützlich (Dienstbote), angenehm (Sängerin) oder notwendig (Richter) sein können.
In der Theorie der ethischen Gefühle (1759) sprach Smith davon, dass eine unsichtbare Hand dafür sorgt, dass die Prasserei der Reichen den Armen ein Auskommen schafft, da der Magen eines Reichen einen begrenzten Umfang habe. Nach seiner Frankreichreise (1764–1766) und den Gesprächen mit den Économistes ist im Wohlstand der Nationen für Smith dieser Konsum der Reichen unproduktive Arbeit, die das Wirtschaftswachstum schmälert. Für Smith war Quesnay der Vater der Volkswirtschaftslehre, und ihm hätte er seine Wealth of Nations gewidmet, wäre Quesnay nicht schon früher gestorben.
Smiths Wachstumsprogramm
Edwin Cannan stellt im Vorwort zum Wohlstand der Nationen fest, dass Adam Smith die Struktur seiner früheren Vorlesungen beibehält, dass aber neue Elemente hinzukamen, die Adam Smith auf seiner Frankreichreise von den Économistes übernahm. Diese neuen Elemente sind die Konzepte der klassischen ökonomischen Theorie, die Smith an den Anfang des Werkes stellt. Der Wohlstand der Nationen ist somit ein inhomogenes Buch, und Ricardo versuchte in den Principles of Political Economy and Taxation (1817), die Spreu vom Weizen zu trennen.
Adam Smith beginnt den Wohlstands der Nationen mit seinen Wachstumsprogramm:
„Die jährliche Arbeit eines Volkes ist die Fundus (englisch fund im Sinne von Input, fehlleitend meist als „Quelle“ übersetzt), aus der es ursprünglich mit allen notwendigen und angenehmen Dingen des Lebens versorgt wird, die es über das Jahr verbraucht. ... Zwei Faktoren bestimmen nun in jedem Land diese Pro-Kopf-Versorgung: Erstens die Produktivität der Arbeit als Ergebnis von Geschicklichkeit, Sachkenntnis und Erfahrung, und zweitens das Verhältnis der produktiv Erwerbstätigen zu denen, die nicht auf diese Weise erwerbstätig sind. Von beiden Umständen hängt es ab, ob in einem Land das Warenangebot reichlich oder knapp ausfällt.“ [Heraushebung hinzugefügt].
Ein reichliches und billiges Warenangebot (englisch riches), d. h. der Wohlstand der Nationen, wird erreicht, wenn
- über eine vertiefte Arbeitsteilung die Produktivität der Arbeiter erhöht wird und
- durch Verminderung des Anteils „unproduktiver Arbeit“ den Arbeitern in der nächsten Periode ein größerer Kapitalstock bereitgestellt wird.

Die Frage, ob die Arbeit eines Menschen produktiv oder unproduktiv (im Sinne von A. Smith) ist, hat nichts zu tun mit dessen Ansehen oder Stellung in der Gesellschaft. Adam Smith schreibt dazu: „Auch die Arbeit einiger angesehener Berufsstände ist, wie die der Dienstboten, unproduktiv. ... Der Herrscher mit all seinen Beamten für Rechtswesen und Krieg, das ganze Heer und die Flotte sind unproduktive Arbeiter. ...In die gleiche Gruppe muss man auch einige Berufe einreihen, die äußerst wichtig und würdevoll oder sehr leichtsinnig [frivolous] sind: zum einen Geistliche, Rechtsanwälte, Ärzte und Schriftsteller [men of letters] aller Art, zum anderen Schauspieler, Clowns, Musiker, Opernsänger und Operntänzer“
David Ricardo formulierte das Ziel der klassischen Ökonomie fast mit den gleichen Worten:
„Wohlstand lässt sich auf zweierlei Weise vermehren, nämlich dadurch, dass ein größerer Anteil des Einkommens für den Unterhalt produktiver Arbeit verwendet wird – was nicht nur die Menge, sondern auch den Wert [gemessen in Arbeitseinheiten] der Gütermenge erhöht – oder ohne eine Zusatzmenge an Arbeit durch die produktivere Verwendung der bestehenden [produktiven] Arbeitsmenge – was die Fülle, aber nicht den [Arbeits-]Wert der Güter erhöht [da das Preisverhältnisse dem Verhältnis an Arbeitsinputs langfristig entspricht].“
„Im ersten Fall würde ein Land nicht nur reich werden [riches = physische Menge], auch der Wert seines Reichtums (englisch values, Menge an direkten und indirekten Arbeitseinheiten als Warenwert) würde sich vermehren. Es würde reich werden durch Sparsamkeit, durch Einschränkung seiner Ausgaben für Luxusgegenstände und Genüsse, und durch Verwendung dieser Ersparnisse zur Reproduktion.“
„Im zweiten Fall wird nicht notwendigerweise eine verringerte Ausgabe für Luxusgegenstände und Genüsse vorliegen oder eine vermehrte Menge produktiver Arbeit, sondern mit derselben [produktiven] Arbeit würde mehr produziert; der Wohlstand würde zunehmen, aber nicht sein [Arbeits-] Wert. Von diesen beiden Arten, den Wohlstand zu vermehren, muss letztere vorgezogen werden, da sie dieselbe Wirkung erzeugt ohne eine Verringerung der Genüsse …“
Die zwei Punkte in Smiths und Ricardos Wachstumsprogramm sind nicht unabhängig. Eine vertiefte Arbeitsteilung ist vor allem in der Massenproduktion möglich. Luxusprodukte – unproduktive Arbeit –, die in einer Gesellschaft mit polarisierter Einkommensverteilung wie im vorrevolutionären Frankreich die Nachfrage prägen, weisen diese Produktivitätsvorteile nicht auf und werden daher selten im Preis sinken. Sie sind oft Einzelfertigung. Für die Économistes spielte die vertiefte Arbeitsteilung auch keine Rolle, obwohl Smith sein Beispiel der Stecknadelproduktion aus der Encyclopédie (1755) entnahm.
Die Wachstumsdynamik – eine vertiefte Arbeitsteilung senkt den Preise, was den Umsatz erhöht, der wiederum eine Vertiefung der Arbeitsteilung stimuliert – erfordert, dass genügend Kapital bereitsteht. Dies kann durch einen erheblichen Konsum unproduktiver Arbeit gefährdet sein.
Christian Jakob Kraus schloss sich Smith an und bezeichnete 1808 als produktive Arbeit diejenige, die einen Wert hervorbringt, unproduktive Arbeit dagegen keinen. Friedrich List polemisierte 1841: „Wer Schweine aufzieht, ist nach ihr [der klassischen Nationalökonomie, d. Verf.] ein produktives, wer Menschen erzieht, ein unproduktives Mitglied der Gesellschaft. […] Wer Pferde großzieht, produziert Tauschwerte, wer Kinder lehrt, produziert produktive Kräfte“.

## Karl Marx
„Unproduktive Arbeit“ ist hier das Gegenteil von „produktiver Arbeit“. Produktive Arbeit ist Karl Marx zufolge eine gebrauchswertschaffende, konkrete Arbeit, also eine „zweckmäßige, produktive Tätigkeit“. „Nur der Arbeiter ist produktiv, der Mehrwert für den Kapitalisten produziert oder zur Selbstverwertung des Kapitals dient“. Unproduktive Arbeit ist Arbeit, „die sich nicht gegen Kapital, sondern unmittelbar gegen Rente austauscht, also gegen Salaire oder Profit“. Marx verdeutlicht diese Aussagen durch sein Beispiel eines Schauspielers. „Ein Schauspieler, selbst ein Clown, ist hiernach ein produktiver Arbeiter, wenn er im Dienst eines Kapitalisten arbeitet (des Enterpreneurs), dem er mehr Arbeit zurückgibt, als er in der Form des Salärs von ihm erhält, während ein Flickenschneider, der zu dem Kapitalisten ins Haus kommt, ihm einen bloßen Gebrauchswert schafft, ein unproduktiver Arbeiter ist. Die Arbeit des ersteren tauscht sich gegen Kapital aus, die des zweiten gegen Revenue. Die erste schafft einen Mehrwert, in der zweiten verzehrt sich eine Revenue“. Unproduktive Arbeit im Sinne von Marx ist zwar produktiv im Sinne von gebrauchswertschaffend, aber nicht produktiv im Sinne von wertbildend. Dienstleistungsarbeit ist für Marx dann produktiv, wenn sie als Lohnarbeit Mehrwert schafft.

## Unproduktive Arbeit in der Keynesschen Beschäftigungstheorie
Nicht im formalisierten Keynesianismus nach Samuelson – aber in Keynes’ Allgemeiner Theorie der Beschäftigung, des Zinses und des Geldes (1936) findet sich die Unterscheidung von produktiver und unproduktiver Arbeit. Wenn in der Depression produktive Ressourcen brach liegen, macht es wenig Sinn, ihre Menge zu vergrößern durch produktive Arbeit. Dann gilt: „Löcher in den Boden graben lassen, bezahlt durch Ersparnisse, wird nicht nur die Beschäftigung erhöhen, sondern auch die reale nationale Ausschüttung nützlicher Waren und Dienstleistungen.“ Es ist zu diesem Zweck auch sinnvoll, „dass Millionäre eine Befriedigung darin finden, riesige Villen zu bauten, die ihren Körper beinhalten, solange sie leben, und Pyramiden, die ihn nach dem Tod schützen.“
Keynes zitiert zustimmend Thomas Robert Malthus’ Standpunkt, dass Luxusausgaben des Landadels im Falle von Depressionen eine entscheidende Hilfe zu ihrer Überwindung sind. Normalerweise begrenzt unproduktive Arbeit die Kapitalbildung einer Gesellschaft und ihre Entwicklung, im Falle der Depression, wenn Kapital brach liegt, hilft sie, die Depression zu überwinden.

## Unproduktive Arbeit in Sraffas Reproduktionsanalyse
In Warenproduktion mittels Waren (1960) weist Piero Sraffa nach, dass sich die Preise über die technologischen Produktionskoeffizienten bestimmen, wie es die klassische Ökonomie behauptet, also ohne den neoklassischen Rückgriff auf Nutzenkurven (dies zeigt schon Wassily Leontief [1928] in seiner unbeachtet gebliebenen Dissertation). Dabei nimmt Sraffa die klassische Unterscheidung von produktiver und unproduktiver Arbeit auf und bezeichnet als Basisgüter die Waren, die Input der nächsten Wirtschaftsperiode werden und als Nicht-Basisgüter solche, die Endverbrauch sind, also die klassische unproduktive Arbeit. Sraffa bietet kein theoretisches System, sondern ist Teil der Klassik und klärt nur einen Punkt: dass die neoklassische Bedeutung des Nutzens für die Preisbestimmung falsch ist.

## Joseph Schumpeter
Joseph Schumpeter nannte 1965 zwei Kriterien, durch die produktive und unproduktive Arbeit zu unterscheiden seien.
- Einkommen können entweder direkt für den Verbrauch derjenigen ausgegeben werden, die sie erwirtschaftet haben oder indirekt von denjenigen, die von den Einkommenserwerbern alimentiert werden (Kinder, Kranke). Produktive Arbeit erwirtschaftet ihren Unterhalt, unproduktive empfängt ihn aus zweiter Hand.[30]
- Produkte und Arbeitsleistungen, die von Privathaushalten direkt gekauft und verbraucht werden, nehmen im Wirtschaftsprozess eine andere Stellung ein als diejenigen Produkte und Arbeitsleistungen, die von Unternehmen als Produktionsfaktoren eingesetzt werden. Erstere sind Konsumgüter, letztere Investitionsgüter. Danach wird produktive Arbeit aus Kapital bezahlt, unproduktive dagegen aus Einkommen.[31]

Schumpeter orientierte sich in seiner Aufteilung weitgehend an Karl Marx.
Die Neoklassik formulierte die Nutzenmaximierung als Ziel volkswirtschaftlichen Handelns und ist daher mikro-ökonomisch formuliert. Für eine mikro-ökonomische Volkswirtschaftslehre kann es keine unproduktive Arbeit geben. Ein homo oeconomicus handelt rational und jede Arbeit verfolgt das Ziel, Nutzen zu erzielen. Unproduktive Arbeit ist daher neoklassisch ein Un-Begriff und keiner rationalen Diskussion fähig. Für Schumpeter ist unproduktive Arbeit ein „verstaubtes Museumsobjekt“ (englisch dusty museum piece).

## Unproduktive Arbeit Samuelsons
Die wissenschaftliche Diskussion zwischen Vertretern verschiedener theoretischer Paradigmen ist oft schwierig. Die Begriffe sind definiert durch die jeweils eigene Theorie, so dass interpretative Übereinstimmungen möglicherweise auf Missverständnissen beruhen. Die folgende Aussage des Nobelpreisträgers Paul Samuelson über den in Cambridge arbeitenden Ökonomen Piero Sraffa ist dafür ein Beispiel:
„Sraffa ... was 50 when I first knew him; and the puzzlement this sophisticated intellectual engendered in me by orally defending such notions as Smith’s concept of productive labour: (whereby goods are given a primacy over ephemeral services) suddenly evaporated when I came to hypothesize that this sophisticated mind had a penchant for Marxian :notions.“ Die klassischen Konzepte der produktiven und unproduktiven Arbeit unterscheiden zwischen Waren und Dienstleistungen, die Input der nächsten Wirtschaftsperiode sind und solchen - unproduktiven –, die Endverbrauch sind. Niemand, außer den diese Konzepte falsch verstehenden Neoklassikern unterscheidet zwischen Waren (englisch goods) und flüchtigen Dienstleistungen (englisch ephemeral services). Sraffa übernimmt die klassische Trennung und unterscheidet zwischen Basis- und Nicht-Basisgütern, die er so definiert: „The criterion is whether a commodity enters (no matter whether directly or indirectly) into the production of „all“ commodities. Those that do we shall call „basic“, and those that do no, „non-basic“ products.“
Die klassische Ökonomie kennt keine Produktionsfaktoren – unter Wettbewerb entsprechen Preise den Produktionskosten, so dass keine Marge für Produktionsfaktoren bleibt. Marx führt Arbeit ein als einzigen Produktionsfaktor, und die Neoklassiker gesellen weitere dazu. Produktiv ist Arbeit für Marx, wenn sie dem Unternehmer Profit verschafft. Unproduktiv sind Ausgaben, mit denen der Unternehmer diese Einnahmen verbraucht. Dieses Konzept hat nichts gemeinsam mit Sraffas und Adams Smith der unproduktiven Arbeit.

## Wirtschaftliche Aspekte
Der Sozialismus ging Branko Milanović zufolge vom falschen marxistischen Verständnis von produktiven und unproduktiven Aktivitäten aus, das sich in den volkswirtschaftlichen Gesamtrechnungen sozialistischer Länder widerspiegelte und Nettomaterialprodukt (englisch net material product, NMP) genannt wurde. Der Ansatz der sozialistischen Länder bestand darin, dass alle Dienstleistungen (inklusive des Gesundheits- und Bildungssystems sowie der öffentlichen Verwaltung) unproduktiv waren, weil sie keine neuen physischen Güter produziert haben. Spekulanten sind demnach der Inbegriff von Unproduktivität, „sozial schädlich“ und erfüllen eine „verabscheuungswürdige“ Arbeit. Produktiv war für Marx jede Arbeit, die zur Produktion eines Mehrwerts führte. Im obigen Beispiel zeigte er, dass ein Schauspieler (der Prototyp von jemandem, dessen Betätigung nichts Materielles hervorbringt) solange einer produktiven Arbeit nachgeht, wie er von einem Unternehmen oder einer Einzelperson beschäftigt wird und seinem Arbeitgeber einen Profit bringt.
Als Ergebnis der Kapitaltheorie-Debatte (1954 - 1966), in der die Logik des neoklassischen Kapitalbegriffs aus klassischer Sicht bezweifelt wurde – erhalten die klassischen Konzepte und damit auch der Begriff unproduktive Arbeit wieder Bedeutung.